# Ruwenzoribatis
Ruwenzoribatis (Batis diops) är en fågel i familjen flikögon inom ordningen tättingar.

## Utbredning och systematik
Fågeln förekommer från östra Demokratiska republiken Kongo till västra Uganda, Rwanda, Burundi och nordvästra Tanzania. Den behandlas som monotypisk, det vill säga att den inte delas in i några underarter.

## Status och hot
Arten har ett stort utbredningsområde, men tros minska i antal, dock inte tillräckligt kraftigt för att den ska betraktas som hotad. Internationella naturvårdsunionen IUCN listar arten som livskraftig (LC).

## Namn
Ruwenzori är namnet på ett bergsmassiv på gränsen mellan Uganda och Demokratiska Republiken Kongo där arten förekommer.